# The Glenlivet
The Glenlivet je skotská palírna společnosti Pernod Ricard nacházející se ve vesnici Ballindalloch v hrabství Banffshire, jenž vyrábí skotskou sladovou malt whisky.

## Historie
Palírna byla založena v roce 1824 Georgem Smithem a produkuje čistou sladovou malt whisky. Tuto palírnu George Smith přihlásil v roce 1824 jako první k legalizaci po vydání daňového zákona z roku 1823. Palírna leží na dnešní lokalitě od roku 1858 dříve pálení whisky provozoval Smith na své farmě. Část produkce se používá do míchaných whisky. Tato whisky má ovocnou příchuť se závěrem explodujícím po celém patře.

## Galerie

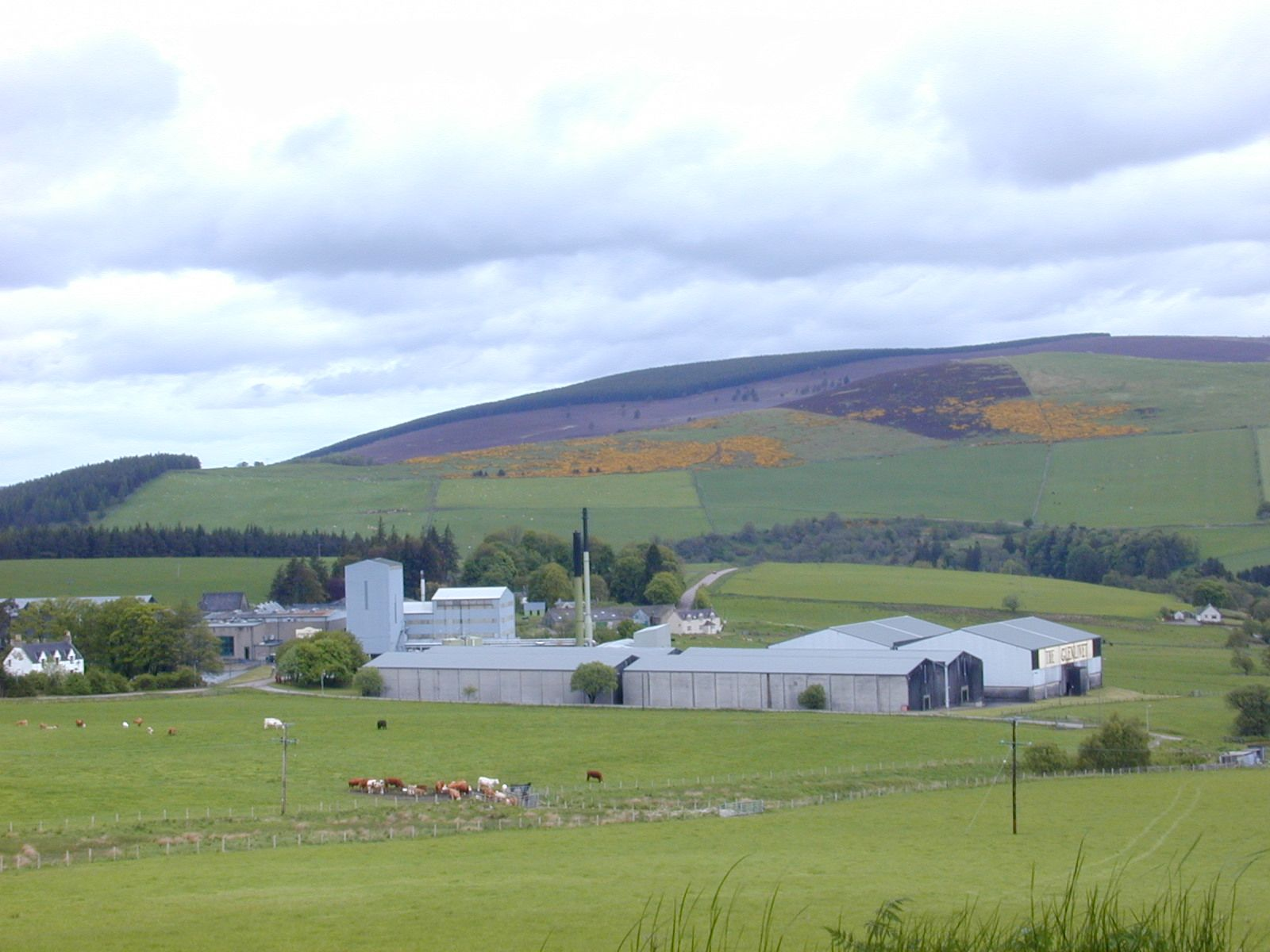
Panoramatický pohled
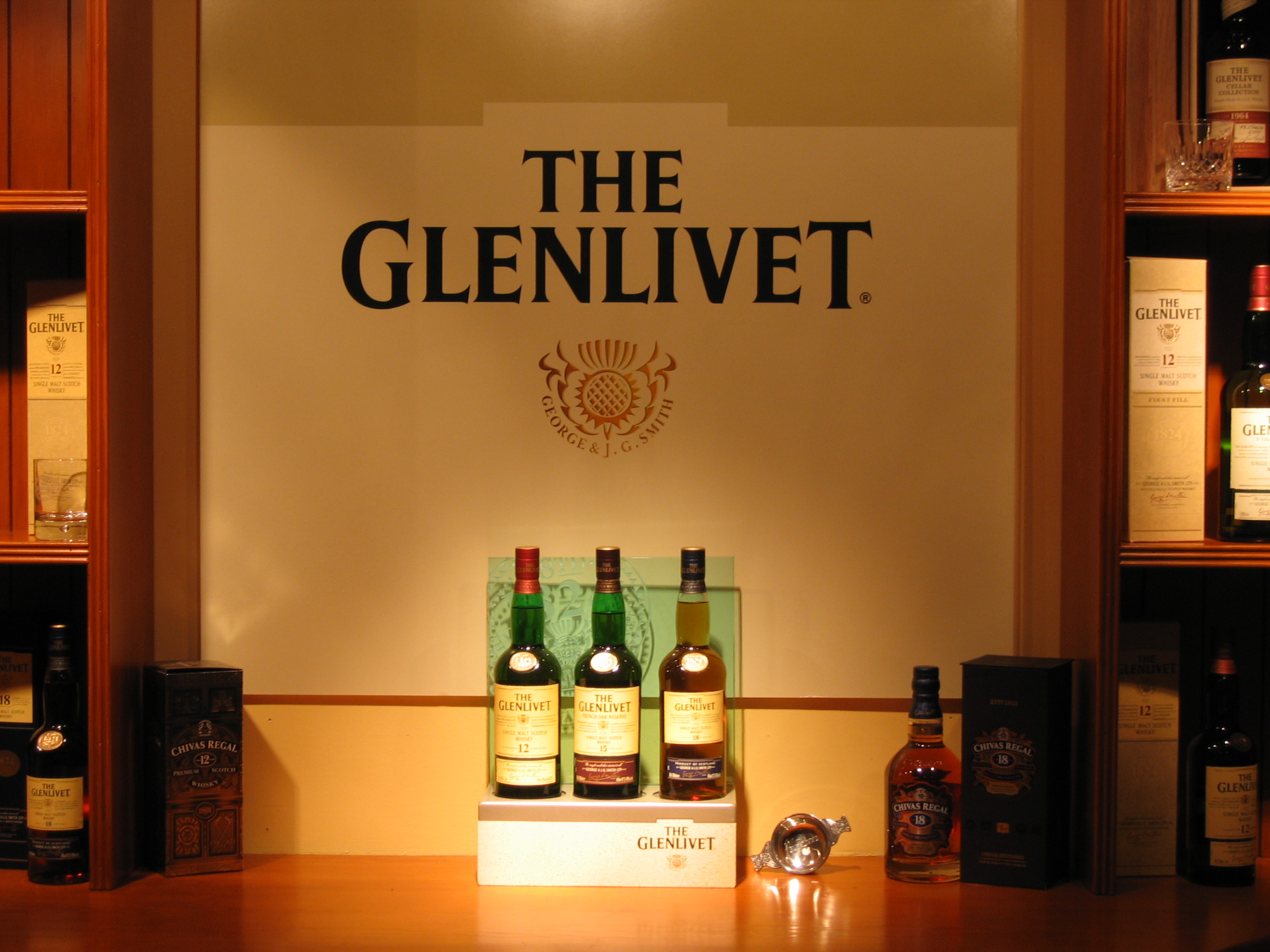
Sortiment